# Benjamin Jaurès
Pour les autres membres de la famille, voir Jaurès.
Constant Jean Louis Benjamin Jaurès, né à Paris (3e arrondissement ancien) le 3 février 1823 et mort dans la même ville (8e arrondissement) le 13 mars 1889, est un officier de marine français, frère cadet de l'amiral Charles Jaurès et grand-cousin de Jean Jaurès qui l'appelait affectueusement « mon oncle » en raison de leur différence d'âge. En effet, Benjamin Jaurès avait 36 ans quand Jean Jaurès est né.

## Biographie

### Participation aux opérations dans l'océan Pacifique
Benjamin Jaurès entre dans la marine en 1839. Nommé aspirant en sortant de l'École navale de Brest le 1er septembre 1841, il embarqua sur la Triomphante, à la station du Pacifique ; en 1842, il participa aux opérations à Tahiti et aux îles Marquises, à bord de la Reine-Blanche.
Enseigne de vaisseau le 1er novembre 1845, lieutenant de vaisseau le 8 mai 1850, aide de camp de l'amiral Léonard Victor Charner sur le du Guesclin en 1853. Il commanda l'aviso Ariel et la station de Granville en 1856 et 1857.

### Participation à la Guerre de Crimée
Il prit part à la guerre de Crimée (notamment au siège de Sébastopol), aux expéditions de Chine, de Cochinchine. À nouveau aide de camp de l'amiral Charner, commandant la Division des mers de Chine, à bord de l'Impératrice Eugénie, il fut remarqué lors des opérations de débarquement à l'embouchure du Bai He (août et septembre 1860) et, en Cochinchine, à l'attaque des lignes de Kin-Hoa et la prise des forts de la rivière de Saïgon en février 1861.
Il fut promu capitaine de frégate le 26 août 1861. Au 1er janvier 1869, il fut nommé officier de la Légion d'honneur. Capitaine de vaisseau le 22 mai 1869 ; en mai 1870, il commanda la frégate cuirassée Héroïne, comme capitaine de pavillon de Jean Bernard Jauréguiberry.

### Un acteur de la Guerre de 1870
Lorsque survint, en 1870, la guerre avec la Prusse, Jaurès est appelé à un commandement dans l'escadre de la mer du Nord ; mais l'expédition maritime qu'on projetait n'ayant point eu lieu, il est chargé de fortifier Carentan. Il dut débarquer en septembre 1870, car il est appelé par Léon Gambetta, et nommé général de division du 21e corps d'armée de Terre, où il s'illustra.
Peu après, Gambetta, alors ministre de la guerre, l'appelle à l'armée de la Loire avec le grade de général de brigade, sous les ordres de Jauréguiberry, amiral nommé, lui, général de division à titre auxiliaire. Mis à la tête du 21e corps le 20 novembre 1870, il se conduit avec autant d'intrépidité que de sang-froid, notamment aux combats de Mamers, de Marchenoir, de Vendôme, de Bonnétable, de Pont-de-Gennes, de Sillé-le-Guillaume et dans la retraite de l'armée jusqu'à Laval. Il est alors nommé général de division à titre auxiliaire le 16 janvier 1871. Après la signature de la paix, il dépose son commandement et reçoit, le 16 octobre 1871, le grade de contre-amiral, en récompense de ses brillants services pendant la guerre.

### Carrière politique
Élu député du Tarn, lors des élections complémentaires du 2 juillet 1871, député à l'Assemblée nationale, Jaurès, qui appartenait à l'opinion républicaine modérée, siégea au centre gauche, auquel il s'associa pour appuyer de ses votes la politique de Thiers. Il devint sénateur inamovible en 1876, Commandeur de la Légion d'honneur le 5 septembre 1877, Vice-amiral le 31 octobre 1878, ambassadeur de France à Madrid de décembre 1878 à février 1882, puis à Saint-Pétersbourg jusqu'en 1883.
De novembre 1883 à 1884, il commande en chef l'escadre d'évolutions sur le Richelieu. Il est élevé à la dignité de la Grand-croix de la Légion d'honneur le 14 janvier 1887. Le 22 février 1889, il est nommé ministre de la marine dans le Gouvernement Pierre Tirard et meurt subitement à ce poste moins d'un mois après, le 13 mars 1889 au N°1 rue Saint-Florentin (ministère de la Marine) alors qu'il demeure 31 rue de la Pompe.
Sa statue se trouve, place du Jourdain, à Graulhet dans le Tarn, où il est inhumé.

### Décorations
- Grand-croix de la Légion d'honneur par décret du 14 janvier 1887
- Médaille militaire
- médaille de Crimée
- Médaille commémorative de l'expédition de Chine (1860)
- Médaille commémorative de la campagne d'Italie (1859)
- Médaille commémorative de l'expédition du Mexique (1862)
- Commandeur de l'ordre de Léopold (Belgique)
- Grand-croix de l'ordre du Nichan Iftikhar (Tunisie)